# جو هندری
جو هندری (به انگلیسی: Joe Hendry) کشتی‌گیر حرفه‌ای و موسیقی‌دان اسکاتلندی است. او در حال حاضر با تی‌ان‌ای قرارداد دارد و قهرمان کنونی کمربند جهانی تی‌ان‌ای است. او به واسطه توافقنامه همکاری میان تی‌ان‌ای و دبلیودبلیوئی، در برند ان‌اکس‌تی این شرکت نیز حضور پیدا می‌کند.
او پیش از ورود به عرصه کشتی حرفه‌ای، به عنوان موسیقی‌دان فعالیت می‌کرد و از این تجربیات نیز در کار کشتی حرفه‌ای خود استفاده می‌کند. هندری پس از فعالیت در پروموشن‌های مستقل مختلف، بین سال‌های ۲۰۱۸ تا ۲۰۲۲ در رینگ آو آنر فعالیت می‌کرد و پس از یک دوره کوتاه در سال ۲۰۱۸، از سال ۲۰۲۲ بدین‌سو در تی‌ان‌ای فعالیت می‌کند. هندری هم‌چنین چند حضور کوتاه بدون مسابقه در دبلیودبلیوئی در سال ۲۰۱۴ داشت و سپس در سال ۲۰۲۴ به دلیل توافق‌نامه همکاری میان تی‌ان‌ای و دبلیودبلیوئی، در شوی ان‌اکس‌تی حضور پیدا می‌کند. در سال ۲۰۲۵، او به اولین قهرمان کمربند جهانی تی‌ان‌ای تبدیل شد که در دو رویداد مهم دبلیودبلیوئی، یعنی رویال رامبل و رسلمنیا حضور پیدا کرده و مسابقه می‌دهد.
هندری در کشتی آزاد و فرنگی نیز در مسابقات قهرمانی ملی بزرگسالان بریتانیا مدال کسب کرده و هم‌چنین، نماینده بریتانیا در مسابقات قهرمانی کشتی کشورهای مشترک‌المنافع در سال ۲۰۱۷ و ۲۰۱۸ بود.